# Боян Пенев
Боян Николов Пенев е български литературовед и литературен историк. Един от най-изтъкнатите български литературни историци и критици от първите десетилетия на ХХ век.

## Биография
Боян Пенев е роден в Шумен. Има брат Никола Пенев, който е деец на БКП. През юни 1901 г. получава наборно свидетелство от Разградската гимназия за завършил VI гимназиален клас. През 1902 г. продължава образованието си в Русенската гимназия, която завършва през есента на същата година.
През 1903 г. започва работа като чиновник в Дирекцията по статистика в София. През есента на същата година записва като редовен студент в Историко-филологическия факултет на Висшето училище в София. Сред преподавателите му са Любомир Милетич (славянска етнография, старобългарска фонетика, старобългарски синтаксис, звукофизиология, славянски семинар), д-р Кръстьо Кръстев (естетика, психология, творчеството на Йохан Волфганг фон Гьоте, Беньо Цонев) (синтетични и аналитични форми в българския език, новобългарска фонетика, методика по матерен език). Завършва славянска филология през 1907 г.
През септември 1907 г. получава заповед от Министерство на народната просвета за назначаването му като волнонаемен учител във Втора софийска мъжка гимназия.
В началото на 1909 г. печели конкурса за доцент в Софийския университет и започва да преподава там. В спомените си негова студентка пише: „Боян Пенев ни четеше лекции по българска литература. Добре си спомням абсолютната тишина, всред която звучеше спокойният му, увлекателен равен разказ за българската литература през 60-те и 70-те години на ХІХ век. Не зная точно в какво беше обаянието на този човек, тази магия, в която ни увличаше. Нещо необикновено се излъчваше от цялата му строга фигура.“
През 1910 г. става член на Българското есперантско дружество, което разпространява позив за приемането на есперанто като международен език.
През септември 1913 г. е приет за член на Писателския съюз.
През май 1914 г. е назначен за военен цензор.
Във връзка със своите литературоведски изследвания между 1912 и 1914 г. пребивава в Мюнхен, Берлин, Краков, Варшава и Прага.
На 16 януари 1917 г. е назначен като извънреден професор по българска и славянска литература в Историко-филологическия факултет на Софийския университет.
През 1917 г. по покана на Щаба на действащата армия взима участие в редактирането на „Походна войнишка библиотека“.
На 15 декември 1918 г. произнася реч на първото събрание на Полско-българското дружество в София.
През март 1921 г. е избран за член на Съюза на българските учени, писатели и художници (БУПХ).
В края на февруари 1924 г. е на гости на Ян и Мария Каспрович в тяхната вила „Харенда“, близо до Поронин.
На 29 юни 1925 г. е назначен за редовен професор по славянски литератури в Историко-филологическия факултет.

## Творчество
Първите си литературни опити прави в Разград през 1897 г. – разкази, хумористичен очерк и стихотворения. Те остават непубликувани.
През 1899 г., като ученик в 5-и клас (днес 9-и клас), прави превод на откъси на „Белла“ от Лермонтов. Преводът също остава непубликуван.
Публичната си творческа дейност започва като студент през 1905 г. с рецензии за отделни книги и театрални представления. Пише рецензия на „Здрави и болни нерви“ от Крафт Ебинг.
През 1906 г. са първите значителни публикации на Боян Пенев. Сред тях „П. Р. Славейковата преводна и подражателна поезия“ в Периодическо списание.
През 1907 г. превежда от немски език „Разговорите на Гьоте с Екерман“. През 1908 г. излиза статията „Гьоте у нас“.
Във втория сборник „Мисъл“ през 1910 г. е отпечатана встъпителната му студия „Посоки и цели при проучване на новата ни литература“. Тази студия е програмна за Боян Пенев. В нея са изложени ръководните и методологични начала като литературен историк, а в голяма степен и като критик.
През 1917 г. излизат от печат първите му книги – „Г. С. Раковски“ и „Захари Стоянов. Априлското въстание“ (в Походна войнишка библиотека, кн. 18). През 1918 г. в походна войнишка библиотека излиза книгата му „Начало на българското Възраждане“.
През 1920 г. публикува студията „Христо Ботев“.
Многобройните му приноси са в областта на литературната история и на литературната критика върху българската литература от Възраждането до съвременните му писатели. Автор е и на четиритомния труд „История на новата българска литература“.

## Боян Пенев и другите изкуства
Освен с литература Боян Пенев се занимава и с рисуване, а и свири на различни музикални инструменти. Разказват, че едно от любимите му забавления е да прави рисунки и карикатури на приятели или да рисува пейзажи. „Без да бъде художник, той – по думите на художествения критик Никола Мавродинов – имаше много вярно око и чувство за характерното в човешкото лице и тяло.“
Ето какво пише Дора Габе за неговата изключителна музикалност: „Малцина може би подозират каква голяма роля е играла музиката в живота на Боян Пенев и какво значение е имала тя за формиране на някои черти от характера му. Като малък Боян свирил на ръчен хармониум (с една октава), по-късно като ученик в Разград свирил на цигулка, но уроци по музика никога не е взимал. Когато се оженихме и аз все още вземах уроци по пиано и напредвах доста бавно, той свиреше моите упражнения, преди аз да ги науча. Без да взима уроци, разбира се. Какъвто инструмент да попаднеше случайно в ръцете му, след половин час той вече свиреше на него.“
В прощалното си слово Владимир Василев, редакторът на тогавашното литературно списание 'Златорог' много добре характеризира талантите и личността на Боян Пенев: „Боян Пенев можеше да бъде поет – затова никоя лъжа в поезията не можеше да остане скрита за него. Можеше да бъде художник – достатъчно е тънкото му наблюдение и нерв на художник. Той можеше да бъде музикант – и написа великолепната си книга за Бетовен. Но и поетът, и художникът, и музикантът се чувстваха във всичко като в огромен и дълбок фон. Такива хора могат нищо да не „напишат“ – достатъчно е само тяхното присъствие. То вече е една мярка за времето.“

## Личен живот
В продължение на близо 2 десетилетия негова съпруга и най-близка спътница е поетесата Дора Габе. Когато се запознават, между нея и Яворов тече романс, но Пенев не се отчайва, затрупва я с любовни писма и непрекъснато я ухажва. След като на връзката с Яворов идва край, Дора най-сетне обръща внимание на неуморимия си ухажор, усилията му биват оценени и те се женят през 1909 г. Вдигат сватба в родната на булката Добруджа, където баща ѝ е един от най-големите земевладелци.
Настаняват се да живеят в София, но неусетно обаче в изглеждащия отстрани щастлив брак се появяват пукнатини. Пенев е млад и амбициозен учен и когато Дора забременява той смята, че не му е сега времето да имат дете. Тя прави аборт и след това не може повече да забременее. В края на 1911 г. тя заминава на лечение във Виена, там изтърпява нечовешки мъки, но и виенските лекари са безсилни. Боян чувства угризения на съвестта, но работата му го поглъща изцяло. Постигнатата вече любов му се струва като нещо делнично, прозаично и все по-рядко усеща сърцето си да се вълнува. Междувременно реколтите в Добруджа са добри, тъстът печели и праща зетя и дъщерята в чужбина.
Когато обаче през 1914 г. се завръщат от Виена в София, двамата живеят заедно, но все едно че са разведени. По това време Пенев е много харесван от студентките си. Дора знае, че той намира щастието си другаде, но се примирява и не го осъжда. Оставя го да се увлича ту по тая, ту по оная. Нали все пак се връща при нея? Прегърне я и сякаш всичко е по-старому.
През 1917 г. Дора и Боян заживяват отделно. Причината е връзката му с една от дъщерите на проф. Любомир Милетич – Олга. Смъртта на майката на Пенев в известна степен ги сближава и през лятото на 1918 г. отново заживяват заедно.
Но през лятото на 1920 г. Пенев подновява връзката си с Милетич, докато летува в Чамкория. След завръщането си в София той заживява отделно от Дора. През 1922 г. Олга Милетич ражда момче – Владимир, чийто баща е Боян Пенев. Това дете е основната причина на следващата година Дора Габе и Боян Пенев окончателно да се разделят. Без да се разведат обаче.
През 1925 г. се запознава с Елисавета Багряна. Той се занимава с въпросите на стихосложението и води семинар по този проблем. Багряна под негово влияние започва да пише със свободен стих и ритъм. Когато през 1924 г. ги достига любовта и двамата са женени – той за Дора Габе, а Багряна за Иван Шапкарев, от когото има петгодишен син. Багряна напуска дома си, заживява в частна квартира и през 1926 г. успява да получи развод. Влюбените правят планове за съвместен живот. Бракоразводното дело на Боян Пенев с Дора Габе е насрочено за 15 юли 1927 г., но само месец преди това Боян Пенев съвсем неочаквано умира. Постъпва в клиниката на д-р Иван Карамихайлов (сега в тази сграда е Съюзът на архитектите), където сполучливо го оперират от апендицит. Всички очакват да бъде изписан, но положението му се влошава и той издъхва едва 45-годишен. Той завинаги остава 'най-голямата любов' на Е. Багряна.

## Посмъртно признание
На 2 септември 1969 г. е обявен за почетен гражданин на Разград по повод 25-тата годишнина от 9 септември 1944 г.
Днес името му носят читалище в град Шумен, Регионалната библиотека в Разград (от 1992 година), издателският център „Боян Пенев“ към Института за литература към БАН и 125-о средно училище в София.
На професор Боян Пенев е наречена улица в квартал „Драгалевци“ в София (Карта).